# Fußball-Weltmeisterschaft der Frauen 2019/Gruppe C
| Pl. | Land       | Sp. | S | U | N | Tore    | Diff. | Punkte |
| --- | ---------- | --- | - | - | - | ------- | ----- | ------ |
| 1.  | Italien    | 3   | 2 | 0 | 1 | 007:200 | +5    | 06     |
| 2.  | Australien | 3   | 2 | 0 | 1 | 008:500 | +3    | 06     |
| 3.  | Brasilien  | 3   | 2 | 0 | 1 | 006:300 | +3    | 06     |
| 4.  | Jamaika    | 3   | 0 | 0 | 3 | 001:120 | −11   | 0      |

Gruppe C der Fußball-Weltmeisterschaft der Frauen 2019:

## Australien – Italien 1:2 (1:0)
| Australien                                   | Australien | Italien | Italien | Aufstellung                          |
| -------------------------------------------- | --- | --- | ------- | ------------------------------------ |
| Australien                                   | \| 1. Spieltag \| \| 9. Juni 2019 um 13:00 Uhr in Valenciennes \| \| Zuschauer: 15.380 \| \| Schiedsrichterin: Melissa Borjas ( Honduras) \| \| Spielbericht \| | \| 1. Spieltag \| \| 9. Juni 2019 um 13:00 Uhr in Valenciennes \| \| Zuschauer: 15.380 \| \| Schiedsrichterin: Melissa Borjas ( Honduras) \| \| Spielbericht \| | Italien | Aufstellung Australien gegen Italien |
| Australien                                   | Lydia Williams – Stephanie Catley, Alanna Kennedy, Clare Polkinghorne, Ellie Carpenter – Hayley Raso (69. Katrina Gorry), Tameka Yallop (83. Elise Kellond-Knight), Emily van Egmond, Chloe Logarzo (61. Lisa De Vanna), Caitlin Foord – Sam Kerr Cheftrainer: Ante Milicic | Laura Giuliani – Alia Guagni, Elena Linari, Sara Gama , Valentina Bergamaschi (77. Valentina Giacinti) – Valentina Cernoia, Manuela Giugliano, Aurora Galli (46. Elisa Bartoli) – Barbara Bonansea, Cristiana Girelli, Ilaria Mauro (58. Daniela Sabatino) Cheftrainerin: Milena Bertolini | Italien | Aufstellung Australien gegen Italien |
| Australien                                   | 1:0 Kerr (22.) | 1:1 Bonansea (56.) 1:2 Bonansea (90.+5') | Italien | Aufstellung Australien gegen Italien |
| Australien                                   | de Vanna (76.) | Gama (21.), Girelli (63.), Cernoia (70.) | Italien | Aufstellung Australien gegen Italien |
| Australien                                   | Laura Giuliani pariert Foulelfmeter von Sam Kerr (22.) | | Italien | Aufstellung Australien gegen Italien |
| Australien                                   | Spieler des Spiels: Barbara Bonansea (Italien) | | Italien | Aufstellung Australien gegen Italien |
| 1. Spieltag                                  | | |         |                                      |
| 9. Juni 2019 um 13:00 Uhr in Valenciennes    | | |         |                                      |
| Zuschauer: 15.380                            | | |         |                                      |
| Schiedsrichterin: Melissa Borjas ( Honduras) | | |         |                                      |
| Spielbericht                                 | | |         |                                      |

## Brasilien – Jamaika 3:0 (1:0)
| Brasilien                                     | Brasilien | Jamaika | Jamaika | Aufstellung                         |
| --------------------------------------------- | --- | --- | ------- | ----------------------------------- |
| Brasilien                                     | \| 1. Spieltag \| \| 9. Juni 2019 um 15:30 Uhr in Grenoble \| \| Zuschauer: 17.668 \| \| Schiedsrichterin: Riem Hussein ( Deutschland) \| \| Spielbericht \|                    | \| 1. Spieltag \| \| 9. Juni 2019 um 15:30 Uhr in Grenoble \| \| Zuschauer: 17.668 \| \| Schiedsrichterin: Riem Hussein ( Deutschland) \| \| Spielbericht \| | Jamaika | Aufstellung Brasilien gegen Jamaika |
| Brasilien                                     | Bárbara – Letícia Santos, Kathellen (76. Daiane), Mônica , Tamires – Andressa Alves, Formiga, Thaisa, Debinha – Beatriz (65. Geyse), Cristiane (65. Ludmila) Cheftrainer: Vadão | Sydney Schneider – Dominique Bond-Flasza, Konya Plummer , Allyson Swaby, Deneisha Blackwood – Chantelle Swaby, Havana Solaun (72. Chinyelu Asher), Marlo Sweatman – Cheyna Matthews (62. Jody Brown), Khadija Shaw, Trudi Carter (79. Tiffany Cameron) Cheftrainer: Hue Menzies | Jamaika | Aufstellung Brasilien gegen Jamaika |
| Brasilien                                     | 1:0 Cristiane (15.) 2:0 Cristiane (50.) 3:0 Cristiane (64.) | | Jamaika | Aufstellung Brasilien gegen Jamaika |
| Brasilien                                     | Formiga (58.), Daiane (82.) | Plummer (17.) | Jamaika | Aufstellung Brasilien gegen Jamaika |
| Brasilien                                     | Sydney Schneider pariert Handelfmeter von Andressa Alves (38.) | | Jamaika | Aufstellung Brasilien gegen Jamaika |
| Brasilien                                     | Spieler des Spiels: Cristiane (Brasilien) | | Jamaika | Aufstellung Brasilien gegen Jamaika |
| 1. Spieltag                                   | | |         |                                     |
| 9. Juni 2019 um 15:30 Uhr in Grenoble         | | |         |                                     |
| Zuschauer: 17.668                             | | |         |                                     |
| Schiedsrichterin: Riem Hussein ( Deutschland) | | |         |                                     |
| Spielbericht                                  | | |         |                                     |

## Australien – Brasilien 3:2 (1:2)
| Australien                                  | Australien | Brasilien | Brasilien | Aufstellung                            |
| ------------------------------------------- | --- | --- | --------- | -------------------------------------- |
| Australien                                  | \| 2. Spieltag \| \| 13. Juni 2019 um 18:00 Uhr in Montpellier \| \| Zuschauer: 17.032 \| \| Schiedsrichterin: Esther Staubli ( Schweiz) \| \| Spielbericht \|                                                                                         | \| 2. Spieltag \| \| 13. Juni 2019 um 18:00 Uhr in Montpellier \| \| Zuschauer: 17.032 \| \| Schiedsrichterin: Esther Staubli ( Schweiz) \| \| Spielbericht \|                | Brasilien | Aufstellung Australien gegen Brasilien |
| Australien                                  | Lydia Williams – Ellie Carpenter, Alanna Kennedy, Steph Catley, Elise Kellond-Knight – Tameka Yallop, Emily van Egmond, Chloe Logarzo – Emily Gielnik (72. Hayley Raso), Sam Kerr , Caitlin Foord (90.+5' Karly Roestbakken) Cheftrainer: Ante Milicic | Bárbara – Tamires, Mônica, Kathellen, Letícia Santos – Andressa Alves, Thaisa, Formiga (46. Luana), Debinha – Marta (46. Ludmila), Cristiane (75. Beatriz) Cheftrainer: Vadão | Brasilien | Aufstellung Australien gegen Brasilien |
| Australien                                  | 1:2 Foord (45.+1') 2:2 Logarzo (58.) 3:2 Mônica (66., Eigentor) | 0:1 Marta (27., Foulelfmeter) 0:2 Cristiane (38.) | Brasilien | Aufstellung Australien gegen Brasilien |
| Australien                                  | Formiga (14.), Andressa Alves (85.), Luana (87.) | | Brasilien | Aufstellung Australien gegen Brasilien |
| Australien                                  | Spieler des Spiels: Chloe Logarzo (Australien) | | Brasilien | Aufstellung Australien gegen Brasilien |
| 2. Spieltag                                 | | |           |                                        |
| 13. Juni 2019 um 18:00 Uhr in Montpellier   | | |           |                                        |
| Zuschauer: 17.032                           | | |           |                                        |
| Schiedsrichterin: Esther Staubli ( Schweiz) | | |           |                                        |
| Spielbericht                                | | |           |                                        |

## Jamaika – Italien 0:5 (0:2)
| Jamaika                                             | Jamaika | Italien | Italien | Aufstellung                       |
| --------------------------------------------------- | --- | --- | ------- | --------------------------------- |
| Jamaika                                             | \| 2. Spieltag \| \| 14. Juni 2019 um 18:00 Uhr in Reims \| \| Zuschauer: 12.016 \| \| Schiedsrichterin: Anna-Marie Keighley ( Neuseeland) \| \| Spielbericht \| | \| 2. Spieltag \| \| 14. Juni 2019 um 18:00 Uhr in Reims \| \| Zuschauer: 12.016 \| \| Schiedsrichterin: Anna-Marie Keighley ( Neuseeland) \| \| Spielbericht \| | Italien | Aufstellung Jamaika gegen Italien |
| Jamaika                                             | Sydney Schneider – Sashana Campbell, Konya Plummer , Allyson Swaby, Deneisha Blackwood – Olufolasade Adamolekun (76. Lauren Silver), Havana Solaun, Chantelle Swaby (46. Marlo Sweatman), Chinyelu Asher – Khadija Shaw, Mireya Grey (66. Jody Brown) Cheftrainer: Hue Menzies | Laura Giuliani – Elisa Bartoli, Elena Linari, Sara Gama , Alia Guagni (57. Lisa Boattin) – Valentina Cernoia, Manuela Giugliano, Valentina Bergamaschi (65. Aurora Galli) – Barbara Bonansea, Cristiana Girelli (72. Valentina Giacinti), Daniela Sabatino Cheftrainerin: Milena Bertolini | Italien | Aufstellung Jamaika gegen Italien |
| Jamaika                                             | 0:1 Girelli (12., Foulelfmeter) 0:2 Girelli (25.) 0:3 Girelli (46.) 0:4 Galli (71.) 0:5 Galli (81.) | | Italien | Aufstellung Jamaika gegen Italien |
| Jamaika                                             | Schneider (12.), Shaw (59.) | | Italien | Aufstellung Jamaika gegen Italien |
| Jamaika                                             | Spieler des Spiels: Cristiana Girelli (Italien) | | Italien | Aufstellung Jamaika gegen Italien |
| 2. Spieltag                                         | | |         |                                   |
| 14. Juni 2019 um 18:00 Uhr in Reims                 | | |         |                                   |
| Zuschauer: 12.016                                   | | |         |                                   |
| Schiedsrichterin: Anna-Marie Keighley ( Neuseeland) | | |         |                                   |
| Spielbericht                                        | | |         |                                   |

## Jamaika – Australien 1:4 (0:2)
| Jamaika                                     | Jamaika | Australien | Australien | Aufstellung                          |
| ------------------------------------------- | --- | --- | ---------- | ------------------------------------ |
| Jamaika                                     | \| 3. Spieltag \| \| 18. Juni 2019 um 21:00 Uhr in Grenoble \| \| Zuschauer: 17.402 \| \| Schiedsrichterin: Katalin Kulcsár ( Ungarn) \| \| Spielbericht \| | \| 3. Spieltag \| \| 18. Juni 2019 um 21:00 Uhr in Grenoble \| \| Zuschauer: 17.402 \| \| Schiedsrichterin: Katalin Kulcsár ( Ungarn) \| \| Spielbericht \| | Australien | Aufstellung Jamaika gegen Australien |
| Jamaika                                     | Nicole McClure – Sashana Campbell, Konya Plummer , Allyson Swaby, Deneisha Blackwood – Chantelle Swaby, Khadija Shaw, Toriana Patterson – Mireya Grey (72. Jody Brown), Cheyna Matthews (59. Trudi Carter), Tiffany Cameron (46. Havana Solaun) Cheftrainer: Hue Menzies | Lydia Williams – Karly Roestbakken, Stephanie Catley, Alanna Kennedy, Ellie Carpenter – Lisa De Vanna (63. Hayley Raso), Katrina Gorry (87. Aivi Luik), Emily van Egmond, Chloe Logarzo, Emily Gielnik (59. Caitlin Foord) – Sam Kerr Cheftrainer: Ante Milicic | Australien | Aufstellung Jamaika gegen Australien |
| Jamaika                                     | 1:2 Solaun (49.) | 0:1 Kerr (11.) 0:2 Kerr (42.) 1:3 Kerr (69.) 1:4 Kerr (83.) | Australien | Aufstellung Jamaika gegen Australien |
| Jamaika                                     | Plummer (71.) | van Egmond (76.) | Australien | Aufstellung Jamaika gegen Australien |
| Jamaika                                     | Spieler des Spiels: Sam Kerr (Australien) | | Australien | Aufstellung Jamaika gegen Australien |
| 3. Spieltag                                 | | |            |                                      |
| 18. Juni 2019 um 21:00 Uhr in Grenoble      | | |            |                                      |
| Zuschauer: 17.402                           | | |            |                                      |
| Schiedsrichterin: Katalin Kulcsár ( Ungarn) | | |            |                                      |
| Spielbericht                                | | |            |                                      |

## Italien – Brasilien 0:1 (0:0)
| Italien                                    | Italien | Brasilien | Brasilien | Aufstellung                         |
| ------------------------------------------ | --- | --- | --------- | ----------------------------------- |
| Italien                                    | \| 3. Spieltag \| \| 18. Juni 2019 um 21:00 Uhr in Valenciennes \| \| Zuschauer: 21.669 \| \| Schiedsrichterin: Lucila Venegas ( Mexiko) \| \| Spielbericht \| | \| 3. Spieltag \| \| 18. Juni 2019 um 21:00 Uhr in Valenciennes \| \| Zuschauer: 21.669 \| \| Schiedsrichterin: Lucila Venegas ( Mexiko) \| \| Spielbericht \|             | Brasilien | Aufstellung Italien gegen Brasilien |
| Italien                                    | Laura Giuliani – Alia Guagni, Sara Gama , Elena Linari, Elisa Bartoli (71. Lisa Boattin) – Aurora Galli, Manuela Giugliano, Valentina Cernoia – Valentina Giacinti (63. Valentina Bergamaschi), Cristiana Girelli (78. Ilaria Mauro), Barbara Bonansea Cheftrainerin: Milena Bertolini | Bárbara – Tamires, Mônica, Kathellen, Letícia Santos (76. Poliana) – Debinha, Marta (84. Luana), Thaisa, Andressinha, Ludmila – Cristiane (65. Beatriz) Cheftrainer: Vadão | Brasilien | Aufstellung Italien gegen Brasilien |
| Italien                                    | 0:1 Marta (74., Foulelfmeter) | | Brasilien | Aufstellung Italien gegen Brasilien |
| Italien                                    | Bartoli (15.) | Letícia Santos (13.), Kathellen (90.+4') | Brasilien | Aufstellung Italien gegen Brasilien |
| Italien                                    | Spieler des Spiels: Marta (Brasilien) | | Brasilien | Aufstellung Italien gegen Brasilien |
| 3. Spieltag                                | | |           |                                     |
| 18. Juni 2019 um 21:00 Uhr in Valenciennes | | |           |                                     |
| Zuschauer: 21.669                          | | |           |                                     |
| Schiedsrichterin: Lucila Venegas ( Mexiko) | | |           |                                     |
| Spielbericht                               | | |           |                                     |